# Форнес, Мария Ирен
Мария Ирен Форнес (англ. María Irene Fornés, 14 мая 1930, Гавана — 30 октября 2018, Нью-Йорк) — американский драматург и режиссёр кубинского происхождения.

## Биография
После смерти отца в 1945 с матерью и сестрами переехала в США. Занималась живописью в вечерней школе. В 1951 получила американское гражданство. В 1954 встретила модель Хэрриет Сомерс, переехала с ней в Париж, где занималась живописью и увлеклась театром. Вернувшись в 1957 в Нью-Йорк, в 1959 познакомилась со Сьюзен Зонтаг, они стали подругами, их союз продлился семь лет. Начала писать, а потом и ставить пьесы. В 1960—1970-х была в гуще нью-йоркского художественного авангарда. Дружила с Норманом Мейлером, Джозефом Паппом и др.

## Творчество
Драматургия Форнес близка к театру абсурда, который соединяется у неё с отчетливой феминистской проблематикой. Выступала как актриса, в частности, сыграла в фильме Алехандро Ходоровского «Обменённые головы» (1957, по одноимённой новелле Томаса Манна).

## Произведения
- The Widow (1961)
- There! You Died (1963)
- The Successful life of 3: A skit for Vaudville (1965)
- Promenade, music by Al Carmines (1965)
- The Office (1966)
- The Annunciation (1967)
- A Vietnamese Wedding (1967)
- Dr. Kheal (1968)
- Molly’s Dream, music by Cosmos Savage (1968)
- The Red Burning Light, or Mission XQ3, music by John Vauman (1968)
- Aurora, music by John Fitzgibbon (1972
- The Curse of the Langston House (1972)
- Cap-a-Pie, music by José Raúl Bernardo (1975
- Washing (1976)
- Fefu and Her Friends (1977)
- Lolita in the Garden (1977)
- In Service (1978
- Eyes on the Harem (1979)
- Evelyn Brown (A Diary) (1980)
- Кровавая свадьба/ Blood Wedding (адаптация драмы Ф.Гарсиа Лорки (1980)
- Жизнь есть сон/ Life is a Dream, адаптация драмы Кальдерона (1981)
- A Visit (1981)
- The Danube (1982)
- Mud (1983)
- Sarita, music by Leon Odenz (1984)
- No Time (1984)
- The Conduct of Life (1985)
- Холодный воздух/ Cold Air, перевод и адаптация драмы В.Пиньеры (1985, премия Союза драматургов США)
- A Matter of Faith (1986)
- Lovers and Keepers, music by Tito Puente, Fernando Rivas (1986)
- Утопленник/ Drowning, адаптация скетча А.Чехова (1986)
- Art (1986)
- The Mothers (1986; revised as Nadine in 1989)
- Abingdon Square (1987)
- Дядя Ваня/ Uncle Vanya, адаптация драмы А.Чехова (1987)
- Hunger (1988)
- And What of the Night?, сб. одноактных пьес Hunger, Springtime, Lust, Nadine (1989, финалист Пулитцеровской премии)
- Oscar and Bertha (1992)
- Terra Incognita, музыка Роберто Сьерры (1992)
- Summer in Gossensass (1995)
- Manual for a Desperate Crossing (1996)
- Balseros (Rafters) (опера на основе Manual for a Desperate Crossing, music by Robert Ashley (1997)
- Письма с Кубы/ Letters from Cuba (2000)

## Педагогическая деятельность
Преподавала драматическое и сценическое искусство. Среди её учеников — драматург кубинского происхождения Нило Крус.

## Признание
Девятикратный лауреат премии Оби. Художественная премия губернатора штата Нью-Йорк (1990). Почётный доктор литературы Бейтс колледжа (1992). [PEN/Laura Pels International Foundation for Theater Award Премия ПЕН-Центра и Международного фонда театра] (2002) и др. награды. Член Американской академии искусства и литературы.